# Marin County Civic Center
Marin County Civic Center (Centro Cívico del Condado de Marin), fue el último encargo de Frank Lloyd Wright,  está emplazado en San Rafael (California).
La apertura del edificio de administración tuvo lugar en 1960, después de la muerte de Wright, y fue terminado en 1962. La Sala de Justicia fue realizada entre 1966 y 1969. El Teatro-Auditorio en Memoria de los Veteranos de Guerra fue inaugurado en 1971, y la Sala de Exhibiciones fue abierta al público en 1976. El Marin County Civic Center es un Lugar Nacional de Interés Histórico.  La Feria del Condado de Marin se inaugura cada julio.

## Arquitectura
En 1957 se eligió a Frank Lloyd Wright para que diseñase este centro, elección bastante controvertida. En junio de 1960 los supervisores de la Junta de Gobierno del Condado de Marin cambió, de tal modo que en enero del 61, mediante una votación se detuvo el proyecto al tiempo que se pensaba en transformarlo en hospital. Sin embargo, una encuesta realizada por el periódico Marin Independent Journal mostró el aplastante apoyo local al proyecto, presionando a los miembros del consejo. Cambiaron de nuevo su decisión y la construcción se reanudó una semana después.

## En la cultura popular
Parte de las películas de ciencia ficción THX 1138 (1969) y Gattaca (1997) fueron rodadas en este complejo. Además, los edificios (en especial aquellos del recinto ferial) sirvieron de inspiración para la realización del entorno del planeta Naboo en Star Wars (durante la Feria del Condado de Marin de 1988 el centro albergó la primera gran exhibición pública de Industrial Light & Magic exposición de películas y maquetas comúnmente conocida como "La exposición de Lucasfilm").

## Ataques
En agosto de 1970 Centro Cívico, entre las cuales, las casas de la Corte Superior de Justicia del Condado de Marin, fueron el escenario de un asalto por parte de activistas políticos liderados por Jonathan Jackson, el hermano del activista del Partido Pantera Negra George Jackson, demandando la puesta en libertad de los conocidos como "Hermanos Soledad". El grupo tomó numerosos prisioneros en la Sala de la Corte así como un gran número de rehenes, entre los cuales se encontraba el juez Harold Haley.  Cuando intentaban escapar, cuatro personas, entre ellas Haley y Jonathan Jackson fueron asesinadas. La historia, encabezada por dramáticas fotografías, fue portada de los periódicos de tirada nacional. Otra activista del Partido Panteras Negras Angela Davis , fue vinculada acusándola de conseguir armas para Jonathan Jackson.
El 21 de agosto de 1975, el Ejército Simbiótico de Liberación Symbionese Liberation Army puso una bomba en el aparcamiento del Centro Cívico, que fue detonada de manera controlada por dos hombres del sheriff.[cita requerida]

## Galería

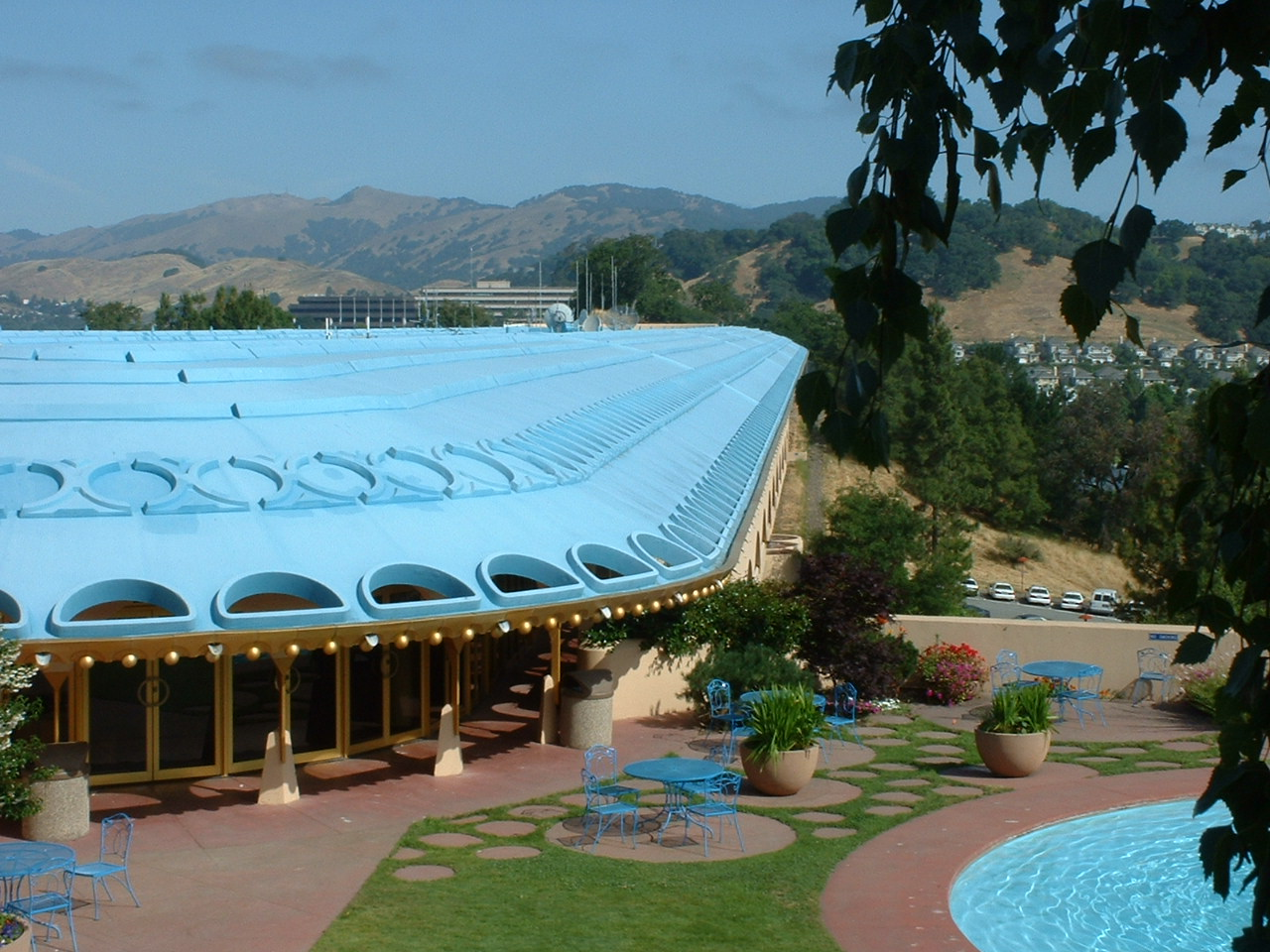
Auditorio
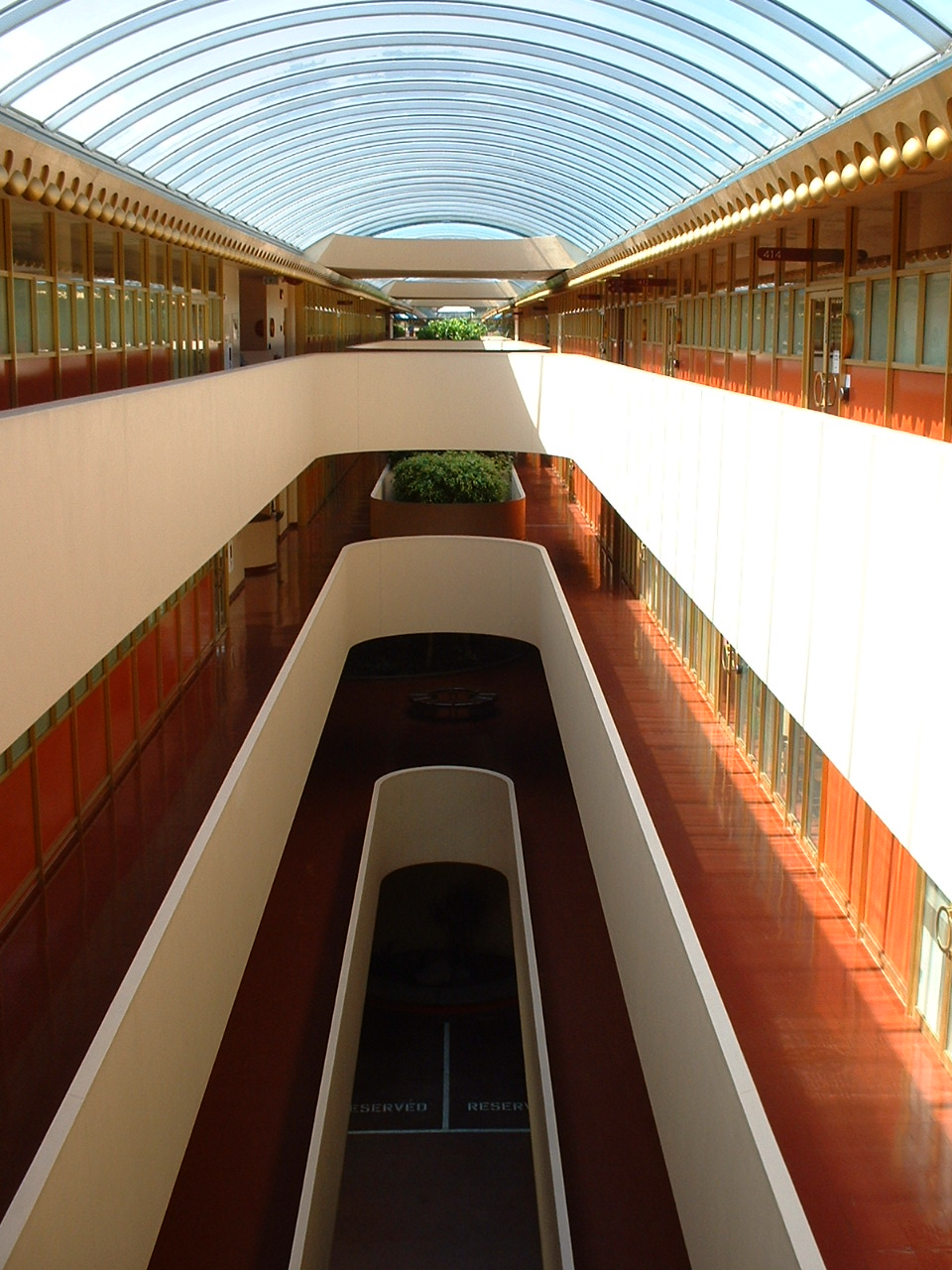
Interior